# Segundo Castillo (football, 1913)
Pour les articles homonymes, voir Castillo et Varela.
Ne doit pas être confondu avec Segundo Castillo (football, 1982).
Segundo Castillo Varela, né le 17 juillet 1913 et mort le 1er octobre 1993 à Callao (Pérou), est un footballeur péruvien qui évoluait au poste de milieu défensif. Il s'est reconverti en entraîneur.

## Biographie

### Carrière de joueur

#### En club
Considéré comme le premier milieu de terrain récupérateur moderne de l'histoire du football péruvien, Segundo Titina Castillo a d'abord évolué dans des clubs de sa ville natale (Unión Buenos Aires et Sport Boys) avant de s'expatrier en 1939 en Argentine, à Lanús, puis en 1941 au Chili au Deportes Magallanes. Il rentre au Pérou en 1943 afin de jouer tantôt au Deportivo Municipal comme à l'Universitario de Deportes. Il tente une deuxième expérience à l'étranger en 1950 à l'Independiente Medellín en Colombie. Revenu au Pérou définitivement dès 1951, il rejoue pour l'Universitario de Deportes et termine sa carrière à l'Unión Callao en 1954 comme entraîneur-joueur.
Au cours de sa carrière, il a l'occasion de remporter quatre championnats du Pérou avec trois clubs différents (voir palmarès).

#### En équipe nationale
International péruvien à 12 reprises entre 1936 et 1939, Segundo Castillo fait partie de la première génération dorée de footballeurs péruviens qui participe au JO de Berlin et remporte le Championnat sud-américain de 1939 à domicile.

### Carrière d'entraîneur
Devenu entraîneur, il se distingue à l'Universitario de Deportes, qu'il dirige entre 1959 et 1961, où il fait le doublé en 1959 et 1960. En outre, il fut l'adjoint du Hongrois György Orth, sélectionneur du Pérou de 1957 à 1961.

### Décès
Titina Castillo s'éteint chez lui le 1er octobre 1993, dans le district de Bellavista, à Callao.

## Palmarès

### Palmarès de joueur

#### En club
| Sport Boys - Championnat du Pérou (2) : - Champion : 1935 et 1937. |  | Deportivo Municipal - Championnat du Pérou (1) : - Champion : 1943. |  | Universitario - Championnat du Pérou (2) : - Champion : 1949. |  | Deportes Magallanes - Championnat du Chili : - Vice-champion : 1942. |

#### En équipe nationale
Pérou
- Championnat sud-américain (1) :
  - Vainqueur : 1939.
- Jeux bolivariens (1) :
  - Vainqueur : 1938.

### Palmarès d'entraîneur
Universitario
- Championnat du Pérou (2) :
  - Champion : 1959 et 1960.